# Gustave Burger
Pour les articles homonymes, voir Burger.
Gustave Burger est un homme politique français né le 6 février 1878 à Altkirch (Haut-Rhin) et décédé le 2 mai 1927 à Colmar (Haut-Rhin).

## Biographie
Fils de Jean-Jacques Burger, secrétaire de Mairie à Colmar et de Barbe Koch, Gustave fit ses études au lycée de Colmar et à l'école d'agriculture de Rouffach, et les achève par un stage de viticulture en Suisse et en Bourgogne.
De retour à Colmar, il prend la direction du domaine viticole familial qu'il transforme en exploitation modèle. Gustave Burger anime plusieurs organismes professionnels. Après de nombreuses tentatives pour rassembler l'ensemble des vignerons d'Alsace. II fonde en 1911 l'Association des Viticulteurs Alsaciens, qu'il dirige de 1912 à 1924. 
Viticulteur, il devient le premier président du syndicat de la viticulture d'Alsace. En poste de 1911 à 1926, il travaille à l'amélioration du vignoble alsacien et notamment par la sélection des cépages les plus qualitatifs. 
Il est député du Haut-Rhin de 1924 à 1927, inscrit au groupe des Républicains de gauche.
Il était chevalier de la Légion d'honneur et officier du mérite agricole.

## Distinctions
- Chevalier de la Légion d'honneur
- Officier de l'ordre du Mérite agricole

Un groupe de viticulteurs alsaciens a créé le Cercle Gustave Burger afin de revaloriser le vin alsacien.

## Sources
- « Gustave Burger », dans le Dictionnaire des parlementaires français (1889-1940), sous la direction de Jean Jolly, PUF, 1960 [détail de l’édition]
- Plaque commémorative de la maison des Têtes de Colmar
- Jean-Marie Schmitt, « Jean-Jacques Gustave Burger », in Nouveau dictionnaire de biographie alsacienne, vol. 5, p. 424